# هانتسویل (آلاباما)
هانتسویل (به انگلیسی: Huntsville) شهری در شهرستان مدیسون، آلاباما ایالت آلاباما در ایالات متحده آمریکا است که مساحت آن ۵۴۴٫۹ کیلومتر مربع است و در سرشماری سال ۲۰۱۰ میلادی، ۱۸۰٬۱۰۵ نفر جمعیت داشته و تراکم جمعیتی آن، ۳۳۰٫۵۳ نفر در هر کیلومتر مربع بوده‌است.